# مجموعة الاتصال الدولية بشأن ليبيريا
تتألف مجموعة الاتصال الدولية بشأن ليبيريا من أعضاء من الأمم المتحدة، والجماعة الاقتصادية لدول غرب أفريقيا، والاتحاد الأفريقي، والبنك الدولي، والولايات المتحدة، وغانا، ونيجيريا، والمملكة المتحدة، وألمانيا، وإسبانيا، والسويد. . تم تشكيل المجموعة من الحاجة إلى استجابة دولية وإقليمية للحرب الأهلية الليبيرية الثانية. وتم تعيين المجموعة من قبل اتفاق أكرا للسلام الشامل لمنطقة البحيرات الكبرى مع عدد من المهام، أبرزها ضمان تنفيذ الاتفاق من قبل جميع الأطراف. في سبتمبر 2005، وقعت المجموعة وحكومة ليبيريا برنامج مساعدة الحوكمة والإدارة الاقتصادية، وهو نهج جديد لمشكلة الفساد السياسي المنهجي.
تعمل المجموعة الآن في إطار مؤسسة إقليمية أوسع تسمى مجموعة الاتصال الدولية لحوض نهر مانو.